# Mosè Bertoni
Mosè Giacomo Bertoni, noto in Sudamerica come Moisés Santiago Bertoni o el sabio Bertoni (in italiano "il saggio Bertoni") (Lottigna, 15 giugno 1857 – Foz do Iguaçu, 19 settembre 1929), è stato un botanico e scienziato svizzero.
Emigrato nel 1884 in Argentina e poi stabilitosi in Paraguay, dove fondò una colonia agricolo-scientifica, ha pubblicato numerose opere di botanica, zoologia, agronomia, geografia, etnografia e climatologia. È una delle figure più note e celebrate nel Paraguay del XX secolo.

## Biografia
Nato a Lottigna, villaggio montano della Svizzera italiana, fratello di Brenno Bertoni, Mosè Bertoni studiò diritto a Ginevra e biologia a Zurigo e Ginevra. Nel marzo del 1884, pur non avendo ancora conseguito la laurea in botanica, emigrò in Argentina con la famiglia (la moglie Eugenia Rossetti, la madre e cinque figli) e qualche contadino, per fondare nella provincia di Misiones una colonia agricola e scientifica ispirata da ideali anarco-socialisti. Quest'ultima intenzione fu però velocemente abbandonata, anche perché i suoi compagni di viaggio scelsero altre strade. Nel 1887 si trasferì in Paraguay e nel 1893 creò sulle rive del Paraná, a pochi chilometri dalle Cascate dell'Iguazú, la colonia "Guillermo Tell", in una località ancora oggi chiamata Puerto Bertoni. Nel 1894 fondò la Scuola nazionale di agricoltura ad Asunción, che diresse fino al 1904, quando tornò stabilmente a Puerto Bertoni.
Nel mezzo della selva dell'Alto Paraná si occupò di botanica, meteorologia, agronomia, geografia, zoologia, etnografia, affiancando all'attività di colono quella di instancabile ricercatore e divulgatore scientifico. Puerto Bertoni divenne una stazione agronomica e scientifica con importanti relazioni internazionali, che impegnò a fondo la sua numerosa famiglia. Nel 1918 vi si installò anche una tipografia, chiamata "Ex Sylvis", da cui uscirono alcune tra le sue opere più importanti: tutte le fasi di concezione e produzione dei libri (studi preparatori, redazione dei manoscritti, impaginazione, stampa, legatura) si svolsero in questo angolo di selva privo di corrente elettrica (le macchine erano azionate a pedale).
Dal 1915 la regione fu però toccata da una lunga crisi economica, dovuta alla prima guerra mondiale e alle restrizioni legali alla navigazione commerciale nel Paraná, che coinvolse la colonia: vennero così sempre più a mancare le risorse necessarie per sostenere ricerche e pubblicazioni, e la famiglia patriarcale (13 figli) si disgregò progressivamente. Bertoni morì quasi solo e senza mezzi, lasciando una quantità enorme di manoscritti inediti, in gran parte successivamente dispersi. La sua bibliografia conta tuttavia più di 500 pubblicazioni tra libri e articoli. La sua opera più ambiziosa, l'enciclopedica Descripción física, económica y social del Paraguay, prevista in 18 volumi, è rimasta incompiuta.
Negli anni '20 Bertoni si espresse in favore del socialismo cristiano e adottò uno stile di vita sobrio e vegetariano, rifiutando il fumo e l'alcool; anche per questo è stato paragonato a Tolstoj. La fama di Bertoni in Paraguay (strade, scuole e perfino villaggi portano il suo nome) è legata ai suoi lavori di climatologia (calendario delle piogge), di divulgazione agronomica (Agenda y mentor agrícola), e di etnografia (La Civilización guaraní), ma anche alla sua figura di studioso che vive isolato nella natura. Con le sue conferenze e pubblicazioni sulla storia e la cultura guaraní, Bertoni è stato tra i protagonisti di quella “generazione nazionalista-indigenista” che negli anni venti del Novecento ha ridefinito l'identità nazionale paraguaiana, da allora simbolicamente imperniata sulla componente guaraní. La casa principale di Puerto Bertoni, restaurata nel 1998, ospita un piccolo museo.
Bertoni fu il primo a classificare la Stevia rebaudiana, pianta erbaceo-arbustiva perenne usata come dolcificante naturale.